# Chucuyo
Chucuyo (del aimara: chukuñuyo ‘corral de asiento’) es una localidad ubicada en la comuna de Putre, Provincia de Parinacota, al extremo este de la Región de Arica y Parinacota, en el norte de Chile. Está situado al suroeste de Parinacota, adyacente al bofedal de Parinacota.
Es una antigua localidad de origen precolombino, cuya importancia histórica radica en ser un punto importante en el intenso tráfico caravanero del siglo XVI y XVII, entre el mineral aurífero de Potosí hacia el puerto de Arica. Existe un centro de venta de tejidos en lana de alpaca, albergues, restaurantes y un retén de carretera de Carabineros de Chile.

## Demografía
| Coordenadas                                  | Altitud          | Localidad | Categoría | Población (censo 2002) | Población masculina | Población femenina | Viviendas (censo 2002) |
| -------------------------------------------- | ---------------- | --------- | --------- | ---------------------- | ------------------- | ------------------ | ---------------------- |
| 18°12′55″S 69°17′40″O / -18.21528, -69.29444 | 4.360 m s. n. m. | Chucuyo   | Pueblo    | 15                     | 8                   | 7                  | 15                     |